# 恋はあせらず (テレビドラマ)
『恋はあせらず』（こいはあせらず）は、1998年4月15日から7月1日まで毎週水曜日21:00 - 21:54に、フジテレビ系の「水曜劇場」枠で放送された日本のテレビドラマ。主演は織田裕二。

## キャスト
- 喜屋武明：織田裕二
- 長谷部涼：香取慎吾
- 前原乙女：鈴木杏樹
- 大沢千晶：さとう珠緒
- 有村麗：小雪
- 小暮公彦：川平慈英
- 桑原哲也：小木茂光
- 関本浩文：山崎一
- 神林オーナー：西田健（第9話・第10話）
- 笠井弘之：住田隆
- 喜屋武渚：山口らら
- 喜屋武清二：木場勝己
- 麻生望美：天田貴子
- 片桐：麻生真起也
- 武藤：竹沢一馬
- 福島正史：小倉久寛
- 田所周平：寺田農（第10話 - 最終話）
- 沢木薫：田代まさし
- 草野純一：鶴見辰吾
- 津守栄治：藤竜也

## 主題歌・挿入歌
主題歌
- 「Shake it UP」織田裕二

挿入歌
- 「BELIEVE」The gardens

## スタッフ
- 脚本：田辺満、高山直也
- 音楽：伊秩弘将
- 企画：石原隆、和田行
- プロデュース：森谷雄
- 演出：若松節朗、西谷弘、高丸雅隆
- 制作：フジテレビ、共同テレビ

## サブタイトル
| 各話                                                       | 放送日        | サブタイトル                     | ゲスト                                                                     | 視聴率 |
| ---------------------------------------------------------- | ------------- | -------------------------------- | -------------------------------------------------------------------------- | ------ |
| 第1話                                                      | 1998年4月15日 | 世界中の女はオレたちに惚れている | 斉藤純子：細川ふみえ、丸山旭：佐藤B作                                      | 20.6%  |
| 第2話                                                      | 1998年4月22日 | 悪い女                           | 松井靖子：石野真子                                                         | 15.0%  |
| 第3話                                                      | 1998年4月29日 | プリティー・マン                 |                                                                            | 12.8%  |
| 第4話                                                      | 1998年5月6日  | 初めてのサクセス                 | 佐野孝太郎：岡田眞澄、重田徹男：岡本信人                                   | 17.0%  |
| 第5話                                                      | 1998年5月13日 | 恋か、友情か                     | 西浦：大河内浩                                                             | 12.1%  |
| 第6話                                                      | 1998年5月20日 | 俺たちは天使じゃない             | 島村真理子：国生さゆり、高柳義彦：羽場裕一、竹山茂：酒井敏也、三木：大前均 | 14.0%  |
| 第7話                                                      | 1998年5月27日 | お金なしでも出世する方法         | 角田啓一：谷啓、金丸清：佐戸井けん太                                       | 14.3%  |
| 第8話                                                      | 1998年6月3日  | 別れ、そして成功への階段         | 寺崎肇：長谷川初範（第9話）、窪田敬二：奥村公延                            | 14.4%  |
| 第9話                                                      | 1998年6月10日 | 大どんでんがえし                 | 鎌田ディレクター：井田州彦（第10話・第11話）、中年女性：草村礼子           | 14.8%  |
| 第10話                                                     | 1998年6月17日 | ピンチはチャンス                 | 波多野：入江雅人（第11話）、有栖川光博：堀真樹                             | 16.7%  |
| 第11話                                                     | 1998年6月24日 | サヨナラ                         |                                                                            | 14.8%  |
| 最終話                                                     | 1998年7月1日  | 夢は、かなう                     |                                                                            | 22.4%  |
| 平均視聴率 15.7%（視聴率は関東地区・ビデオリサーチ社調べ） |               |                                  |                                                                            |        |